# De Witt (Nebraska)
De Witt es una villa ubicada en el condado de Saline en el estado estadounidense de Nebraska. En el Censo de 2010 tenía una población de 513 habitantes y una densidad poblacional de 474,99 personas por km².

## Geografía
De Witt se encuentra ubicada en las coordenadas 40°23′43″N 96°55′20″O / 40.39528, -96.92222. Según la Oficina del Censo de los Estados Unidos, De Witt tiene una superficie total de 1.08 km², de la cual 1.08 km² corresponden a tierra firme y (0%) 0 km² es agua.

## Demografía
Según el censo de 2010, había 513 personas residiendo en De Witt. La densidad de población era de 474,99 hab./km². De los 513 habitantes, De Witt estaba compuesto por el 96.3% blancos, el 0.97% eran afroamericanos, el 0.97% eran amerindios, el 0% eran asiáticos, el 0% eran isleños del Pacífico, el 0.97% eran de otras razas y el 0.78% pertenecían a dos o más razas. Del total de la población el 2.92% eran hispanos o latinos de cualquier raza.